# Хинес
Хинес (на испански: Gines) е населено място и община в Испания. Намира се в провинция Севиля, в състава на автономната област Андалусия. Общината влиза в състава на района (комарка) Голяма Севиля. Заема площ от 3 km². Населението му е 13 108 души (по преброяване от 2010 г.). Разстоянието до административния център на провинцията е 6 km.

## Демография
| 1996 | 1998 | 1999 | 2000 | 2001   | 2002   | 2003   | 2004   | 2005   | 2006   |
| ---- | ---- | ---- | ---- | ------ | ------ | ------ | ------ | ------ | ------ |
| 8634 | 9025 | 9303 | 9895 | 10 292 | 10 717 | 11 430 | 11 756 | 12 177 | 12 338 |